# 황덕순 (1965년)
황덕순(黃悳淳, 1965년 ~ )은 대한민국의 경제학자이다. 한국노동연구원 선임연구위원을 지냈고, 문재인 대통령비서실 일자리수석비서관이다.

## 생애
1984년 대입학력고사 전국 수석으로 서울대학교 경제학과에 진학하여 석·박사 학위까지 마친 뒤 1997년부터 한국노동연구원에서 근무하였다.
2017년 5월 문재인 정부 출범 직후 고용노동비서관으로 청와대에 합류했고, 2018년 12월 일자리기획비서관을 거쳐 2019년 7월 일자리수석비서관으로 승진했다.

## 학력
- 경성고등학교 졸업
- 서울대학교 경제학과 졸업
- 서울대학교 대학원 경제학 박사

## 경력
- 2005년: 한국노동연구원 연구조정실장
- 2008년: 한국노동연구원 선임연구위원
- 2017년 6월 ~ 2018년 12월: 대통령비서실 일자리수석실 고용노동비서관
- 2018년 12월 ~ 2019년 7월: 대통령비서실 일자리수석실 일자리기획비서관
- 2019년 7월 ~ 2020년 10월: 대통령비서실 일자리수석비서관